# Murataspis megapora
Murataspis megapora är en insektsart som först beskrevs av Alfred Serge Balachowsky 1928.  Murataspis megapora ingår i släktet Murataspis och familjen pansarsköldlöss.
Artens utbredningsområde är Marocko. Inga underarter finns listade i Catalogue of Life.